# Verein für Leibesübungen von 1899 2016-2017
Questa voce raccoglie le informazioni riguardanti il Verein für Leibesübungen von 1899 nelle competizioni ufficiali della stagione 2016-2017.

## Stagione
Nella stagione 2016-2017 l'Osnabrück, allenato da Joe Enochs, concluse il campionato di 3. Liga al 6º posto.

## Rosa
| N. |                         | Ruolo | Calciatore           |
| -- | ----------------------- | ----- | -------------------- |
| 1  | Germania (bandiera)     | P     | Frank Lehmann        |
| 3  | Germania (bandiera)     | D     | Anthony Syhre        |
| 4  | Germania (bandiera)     | D     | Marcel Appiah        |
| 5  | Kazakistan (bandiera)   | D     | Konstantin Engel     |
| 6  | Germania (bandiera)     | D     | Alexander Dercho     |
| 7  | Kosovo (bandiera)       | D     | Bashkim Ajdini       |
| 8  | Germania (bandiera)     | C     | Bastian Schulz       |
| 9  | Germania (bandiera)     | A     | Halil Savran         |
| 10 | Germania (bandiera)     | C     | Christian Groß       |
| 11 | Ghana (bandiera)        | A     | Kwasi Wriedt         |
| 13 | RD del Congo (bandiera) | A     | Addy-Waku Menga      |
| 14 | Germania (bandiera)     | A     | Ahmet Arslan         |
| 15 | Paesi Bassi (bandiera)  | A     | Jules Reimerink      |
| 16 | Marocco (bandiera)      | D     | Mohamed El-Bouazzati |

| N. |                        | Ruolo | Calciatore        |
| -- | ---------------------- | ----- | ----------------- |
| 17 | Turchia (bandiera)     | A     | Kemal Rüzgar      |
| 18 | Stati Uniti (bandiera) | A     | Robert Kristo     |
| 19 | Germania (bandiera)    | A     | Steffen Tigges    |
| 20 | Germania (bandiera)    | A     | Marc Heider       |
| 21 | Germania (bandiera)    | P     | Marius Gersbeck   |
| 23 | Germania (bandiera)    | C     | Michael Hohnstedt |
| 24 | Germania (bandiera)    | D     | Tobias Willers    |
| 26 | Germania (bandiera)    | C     | Sebastian Klaas   |
| 27 | Germania (bandiera)    | D     | Kim Falkenberg    |
| 29 | Kosovo (bandiera)      | C     | Kamer Krasniqi    |
| 30 | Germania (bandiera)    | P     | Bernd Düker       |
| 30 | Turchia (bandiera)     | D     | Nazım Sangaré     |
| 31 | Germania (bandiera)    | P     | Leon Tigges       |

## Organigramma societario
Area tecnica
- Allenatore: Joe Enochs
- Allenatore in seconda: Wolfgang Schütte, Alexander Ukrow
- Preparatore dei portieri: Rolf Meyer
- Preparatori atletici: Henrik Frach

## Calciomercato

### Sessione estiva
| Acquisti | Acquisti             | Acquisti             | Acquisti |
| R.       | Nome                 | da                   | Modalità |
| -------- | -------------------- | -------------------- | -------- |
| D        | Marcel Appiah        | Sconosciuta          |          |
| D        | Mohamed El-Bouazzati | Borussia Dortmund II |          |
| A        | Robert Kristo        | Tuttocuoio           |          |
| D        | Bashkim Ajdini       | Sonnenhof G.         |          |
| A        | Ahmet Arslan         | Amburgo              |          |
| P        | Marius Gersbeck      | Chemnitz             |          |
| A        | Marc Heider          | Holstein Kiel        |          |
| A        | Jules Reimerink      | Viktoria Colonia     |          |
| D        | Nazım Sangaré        | F. Düsseldorf II     |          |
| C        | Bastian Schulz       | Wolfsburg II         |          |
| A        | Kwasi Wriedt         | Lüneburger           |          |

| Cessioni | Cessioni          | Cessioni         | Cessioni |
| R.       | Nome              | a                | Modalità |
| -------- | ----------------- | ---------------- | -------- |
| D        | David Pisot       | Kickers Würzburg |          |
| C        | Finn Bode         | Rödinghausen     |          |
| C        | Sofien Chahed     | Berliner AK 07   |          |
| D        | Nicolas Eiter     | Oldenburg        |          |
| C        | Maik Odenthal     | RW Oberhausen    |          |
| C        | Massimo Ornatelli | FSV Francoforte  |          |
| P        | Marvin Schwäbe    | Dinamo Dresda    |          |
| A        | Francky Sembolo   | Berliner AK 07   |          |

### Sessione invernale
| Acquisti | Acquisti         | Acquisti           | Acquisti |
| R.       | Nome             | da                 | Modalità |
| -------- | ---------------- | ------------------ | -------- |
| D        | Konstantin Engel | Astana             |          |
| A        | Kemal Rüzgar     | Fortuna Düsseldorf |          |

| Cessioni | Cessioni       | Cessioni         | Cessioni |
| R.       | Nome           | a                | Modalità |
| -------- | -------------- | ---------------- | -------- |
| C        | Simon Tüting   | Waldhof Mannheim |          |
| D        | Lars Bleker    | Wiedenbrück      |          |
| C        | Pascal Richter | Oldenburg        |          |

## Risultati

### 3. Liga

#### Girone di andata
| Arbitro: | Aytekin |

|  |           |            |
|  | Marcatori | 23’ Savran |

| Arbitro: | Ittrich |

|            |           |             |
| Savran 47’ | Marcatori | 90’ Flekken |

| Arbitro: | Sather |

|                               |           |                        |
| Klement 12’ (rig.) Seydel 66’ | Marcatori | 51’ Schulz 76’ Sangaré |

| Arbitro: | Stegemann |

|                                      |           |                                      |
| Reimerink 58’ Groß 63’ Hohnstedt 86’ | Marcatori | 76’ (rig.) Farrona-Pulido 79’ Razeek |

| Arbitro: | Schlager |

|                                                |           |                        |
| Garcia 16’ Eggestein 43’ Kazior 47’ Manneh 86’ | Marcatori | 81’ Ajdini 90’ Willers |

| Arbitro: | Bläser |

|            |           |  |
| Savran 36’ | Marcatori |  |

| Arbitro: | Börner |

|  |           |                   |
|  | Marcatori | 75’ (rig.) Schulz |

| Arbitro: | Müller |

|                                         |           |  |
| Schulz 25’ (rig.) Wriedt 60’ Kristo 86’ | Marcatori |  |

| Arbitro: | Siewer |

|                               |           |  |
| Fink 9’, 66’ Frahn 35’ (rig.) | Marcatori |  |

| Arbitro: | Alt |

|               |           |                     |
| Reimerink 62’ | Marcatori | 26’ Lais 75’ George |

| Arbitro: | Waschitzki-Günther |

|            |           |                        |
| Bülbül 63’ | Marcatori | 21’ Willers 51’ Wriedt |

| Arbitro: | Schlager |

|            |           |  |
| Heider 87’ | Marcatori |  |

| Arbitro: | Zorn |

|           |           |  |
| Ajani 38’ | Marcatori |  |

| Arbitro: | Koslowski |

|            |           |              |
| Wriedt 49’ | Marcatori | 65’ Graudenz |

| Arbitro: | Thomsen |

|            |           |               |
| Müller 13’ | Marcatori | 23’ Reimerink |

| Arbitro: | Rohde |

|                            |           |  |
| Wriedt 15’ Savran 26’, 65’ | Marcatori |  |

| Arbitro: | Mix |

|             |           |                   |
| Dahmani 67’ | Marcatori | 38’ (rig.) Schulz |

| Arbitro: | Börner |

|           |           |  |
| Wriedt 9’ | Marcatori |  |

| Arbitro: | Günsch |

|                                    |           |            |
| Sebastian 16’ Dedič 25’ Michel 30’ | Marcatori | 50’ Wriedt |

#### Girone di ritorno
| Arbitro: | Dingert |

|                            |           |  |
| Wriedt 36’, 63’ Rüzgar 57’ | Marcatori |  |

| Arbitro: | Badstübner |

|                          |           |                      |
| Bomheuer 55’ Onuegbu 72’ | Marcatori | 2’ Wriedt 90’ Heider |

| Arbitro: | Schult |

|            |           |                  |
| Arslan 25’ | Marcatori | 62’, 68’ Klement |

| Arbitro: | Siebert |

|                               |           |  |
| Kath 13’ Beck 54’ Sowislo 83’ | Marcatori |  |

| Arbitro: | Winter |

|  |           |           |
|  | Marcatori | 8’ Manneh |

| Arbitro: | Stark |

|                                   |           |            |
| Ruprecht 76’ (rig.) Schäffler 90’ | Marcatori | 22’ Heider |

| Arbitro: | Drees |

|                          |           |               |
| Wriedt 16’ Reimerink 37’ | Marcatori | 74’ Schindler |

| Arbitro: | Bacher |

|              |           |  |
| Brückner 41’ | Marcatori |  |

| Arbitro: | Schmidt |

|                                  |           |  |
| Sangaré 23’ Heider 66’ Engel 70’ | Marcatori |  |

| Arbitro: | Reichel |

|            |           |                       |
| Thommy 36’ | Marcatori | 78’ Arslan 89’ Wriedt |

| Arbitro: | Waschitzki-Günther |

|                         |           |             |
| Syhre 31’ Hohnstedt 90’ | Marcatori | 89’ Erdmann |

| Arbitro: | Schwermer |

|         |           |  |
| Gyau 2’ | Marcatori |  |

| Arbitro: | Cortus |

|            |           |                       |
| Heider 60’ | Marcatori | 57’ Fennell 62’ Röser |

| Arbitro: | Storks |

|           |           |           |
| Kader 54’ | Marcatori | 75’ Menga |

| Arbitro: | Koslowski |

|           |           |  |
| Engel 45’ | Marcatori |  |

| Lotte 29 aprile 2017, ore 14:05 CEST 35ª giornata | Sportfreunde Lotte | 0 – 0 referto | Osnabrück | FRIMO Stadion (9 318 spett.)\| Arbitro: \| Kampka \| |
| Arbitro:                                          | Kampka             |               |           |                                                      |

| Arbitro: | Schmidt |

|                   |           |                         |
| Wriedt 90’ (rig.) | Marcatori | 23’ Dahmani 60’ Uaferro |

| Arbitro: | Alt |

|          |           |  |
| Koch 27’ | Marcatori |  |

| Osnabrück 20 maggio 2017, ore 13:30 CEST 38ª giornata | Osnabrück | 0 – 0 referto | Paderborn | Stadion an der Bremer Brücke (9 971 spett.)\| Arbitro: \| Kempkes \| |
| Arbitro:                                              | Kempkes   |               |           |                                                                      |

## Statistiche

### Statistiche di squadra
| Competizione | Punti | In casa | In casa | In casa | In casa | In casa | In casa | In trasferta | In trasferta | In trasferta | In trasferta | In trasferta | In trasferta | Totale | Totale | Totale | Totale | Totale | Totale | DR |
| Competizione | Punti | G       | V       | N       | P       | Gf      | Gs      | G            | V            | N            | P            | Gf           | Gs           | G      | V      | N      | P      | Gf     | Gs     | DR |
| ------------ | ----- | ------- | ------- | ------- | ------- | ------- | ------- | ------------ | ------------ | ------------ | ------------ | ------------ | ------------ | ------ | ------ | ------ | ------ | ------ | ------ | -- |
| 3. Liga      | 54    | 19      | 11      | 3       | 5       | 29      | 15      | 19           | 4            | 6            | 9            | 17           | 28           | 38     | 15     | 9      | 14     | 46     | 43     | +3 |
| Totale       | 54    | 19      | 11      | 3       | 5       | 29      | 15      | 19           | 4            | 6            | 9            | 17           | 28           | 38     | 15     | 9      | 14     | 46     | 43     | +3 |

### Andamento in campionato
| Giornata  | 1 | 2 | 3 | 4 | 5 | 6 | 7 | 8 | 9 | 10 | 11 | 12 | 13 | 14 | 15 | 16 | 17 | 18 | 19 | 20 | 21 | 22 | 23 | 24 | 25 | 26 | 27 | 28 | 29 | 30 | 31 | 32 | 33 | 34 | 35 | 36 | 37 | 38 |
| --------- | - | - | - | - | - | - | - | - | - | -- | -- | -- | -- | -- | -- | -- | -- | -- | -- | -- | -- | -- | -- | -- | -- | -- | -- | -- | -- | -- | -- | -- | -- | -- | -- | -- | -- | -- |
| Luogo     | T | C | T | C | T | C | T | C | T | C  | T  | C  | T  | C  | T  | C  | T  | C  | T  | C  | T  | C  | T  | C  | T  | C  | T  | C  | T  | C  | T  | C  | T  | C  | T  | C  | T  | C  |
| Risultato | V | N | N | V | P | V | V | V | P | P  | V  | V  | P  | N  | N  | V  | N  | V  | P  | V  | N  | P  | P  | P  | P  | V  | P  | V  | V  | V  | P  | P  | N  | V  | N  | P  | P  | N  |
| Posizione | 5 | 5 | 4 | 4 | 7 | 6 | 3 | 2 | 3 | 4  | 2  | 2  | 2  | 2  | 4  | 2  | 2  | 2  | 3  | 2  | 2  | 2  | 3  | 5  | 9  | 6  | 9  | 6  | 3  | 3  | 4  | 6  | 6  | 5  | 5  | 5  | 6  | 6  |

Legenda:

Luogo: C = Casa; T = Trasferta. Risultato: V = Vittoria; N = Pareggio; P = Sconfitta.

### Statistiche dei giocatori
| B. Ajdini       | 24 | 1  | 4  | 0 |
| M. Appiah       | 32 | 0  | 4  | 0 |
| A. Arslan       | 23 | 2  | 3  | 0 |
| A. Dercho       | 37 | 0  | 7  | 0 |
| B. Düker        | 0  | 0  | 0  | 0 |
| M. El-Bouazzati | 12 | 0  | 2  | 0 |
| K. Engel        | 16 | 2  | 5  | 0 |
| K. Falkenberg   | 3  | 0  | 1  | 0 |
| M. Gersbeck     | 37 | 0  | 2  | 0 |
| C. Groß         | 26 | 1  | 6  | 0 |
| M. Heider       | 35 | 5  | 8  | 0 |
| M. Hohnstedt    | 24 | 2  | 3  | 0 |
| S. Klaas        | 1  | 0  | 0  | 0 |
| K. Krasniqi     | 3  | 0  | 0  | 0 |
| R. Kristo       | 15 | 1  | 1  | 0 |
| F. Lehmann      | 1  | 0  | 0  | 0 |
| A. Menga        | 11 | 1  | 1  | 0 |
| D. Pisot        | 4  | 0  | 0  | 0 |
| J. Reimerink    | 32 | 4  | 9  | 0 |
| K. Rüzgar       | 9  | 1  | 0  | 0 |
| N. Sangaré      | 32 | 2  | 7  | 0 |
| H. Savran       | 12 | 5  | 4  | 0 |
| B. Schulz       | 26 | 4  | 10 | 0 |
| A. Syhre        | 31 | 1  | 7  | 1 |
| L. Tigges       | 0  | 0  | 0  | 0 |
| S. Tigges       | 16 | 0  | 1  | 0 |
| S. Tüting       | 2  | 0  | 0  | 0 |
| T. Willers      | 32 | 2  | 11 | 0 |
| K. Wriedt       | 36 | 12 | 5  | 0 |